# Irakische Kommunistische Partei
Die Irakische Kommunistische Partei (arabisch الحزب الشيوعي العراقي, DMG al-Ḥizb al-Schuyūʿī al-ʿIrāqī; Abkürzung IKP) ist eine 1934 entstandene Partei im Irak.

## Geschichte
Die Partei wurde am 31. März 1934 gegründet und spielte eine große Rolle beim Sturz der Monarchie 1958. 1959/1960 stellte die Partei mit Naziha al-Dulaimi die erste Ministerin der arabischen Welt. Nach dem Sturz von Premierminister Abd al-Karim Qasims und der Machtübernahme der Baʿathisten wurde die Partei verboten.
Im Jahr 1973 beschlossen der IKP-Generalsekretär Aziz Muhammad und der irakische Präsident Ahmed Hassan al-Bakr die Gründung einer Nationalen Progressiven Front aus Baath- und Kommunistischer Partei. Die Kommunisten Mukarram Talabani und Amir Abdullah wurden daraufhin in die irakische Regierung aufgenommen. Durch diese Koalition konnte die IKP erstmals seit ihrer Gründung legal im Irak operieren.
1978 führte ein vom damaligen Vize-Präsidenten Saddam Hussein erlassenes Gesetz zum Verbot aller Parteien, mit Ausnahme der Baʿth-Partei, zu erneuten Repressionen gegen die Partei. Nach der offiziellen Machtübernahme Husseins im Jahre 1979 brach die IKP offiziell mit der Regierung, eine Splittergruppe verblieb jedoch in der Nationalen Front. 1993 spaltete sich der Kurdische Teil der IKP unter Kamal Schakir ab und gründete die Kurdische Kommunistische Partei.
Bei den Wahlen zur irakischen Nationalversammlung am 30. Januar 2005 war sie Teil des Wahlbündnisses Volksunion, bei der Wahl des Repräsentantenrates im selben Jahr Teil des Wahlbündnisses Irakische Nationale Liste und bei der Wahl zum Repräsentantenrat im Irak 2018 Teil des Wahlbündnisses Saariun (Reformallianz). Die Wahlen 2021 boykottierte die Partei.

## Bedeutung
Die IKP ist heute eine der größten kommunistischen Parteien im arabischen Raum und zudem die älteste Partei des Irak.

## Internationale Verbindungen
Sie ist Mitglied beim Internationalen Treffen Kommunistischer und Arbeiterparteien.

## Wahlergebnisse
Die Partei nahm seit 2005 an folgenden Wahlen teil:
| Wahl                              | Stimmen   | %       | Mandate |
| --------------------------------- | --------- | ------- | ------- |
| Wahl zur Nationalversammlung 2005 | 069.920   | 00,90 % | 2       |
| Wahl zum Repräsentantenrat 2005   | 0977.325  | 08,02 % | 1       |
| Wahl zum Repräsentantenrat 2014   | 012.626   | 00,10 % | 1       |
| Wahl zum Repräsentantenrat 2018   | 1.500.862 | 14,38 % | 13      |